# Babylon's Fall
Babylon's Fall fue un videojuego de rol de acción desarrollado por PlatinumGames y publicado por Square Enix. El juego se lanzó para Microsoft Windows, PlayStation 4 y PlayStation 5 el 3 de marzo de 2022. El juego recibió críticas generalmente negativas de los críticos y fue un desastre comercial significativo para Square Enix, ya que el juego solo alcanzó un número de jugadores simultáneos de menos de 1.200 el día del lanzamiento y descendió bruscamente después. Seis meses después del lanzamiento del juego, Square Enix anunció que dejaría de admitir los servidores del juego, que luego cerraron el 27 de febrero de 2023.

## Jugabilidad
Babylon's Fall es un videojuego de rol de acción y hack and slash que se juega desde una perspectiva en tercera persona. El jugador asume el control de un Centinela, que debe escalar una enorme torre conocida como Ziggurat. Los jugadores comenzaron en un área central conocida como Sentinel Force HQ, donde pueden interactuar con otros jugadores, visitar tiendas o herreros para comprar equipo y mejoras, y acceder a misiones. Cada misión se puede jugar en solitario, aunque el juego también es compatible con el modo multijugador cooperativo de cuatro jugadores. Los jugadores ascienden de tres a cuatro pisos en cada misión hasta llegar a la cima de la torre. En el camino, los jugadores desbloquearán botines que pueden usarse para mejorar la fuerza de los personajes.
Cada centinela está equipado con dos armas. Sin embargo, el jugador también está equipado con un dispositivo conocido como el ataúd de Gideon. El ataúd permite a los jugadores llevar dos armas espectrales más. Estas armas ya no se pueden usar una vez que se agota la barra de energía espectral, aunque se volverán a llenar gradualmente con el tiempo. El juego presenta cinco tipos de armas diferentes, que incluyen espada, martillo, arco, vara y escudo. Al final de cada nivel, los jugadores recibirían botín y equipo. La calidad del equipo depende del rendimiento del jugador en un nivel. Los jugadores pueden lograr un mejor rendimiento variando su estilo de ataque, eliminando enemigos rápidamente y esquivando ataques.

## Historia

### The Three Story Quests
Babylon's Fall tenía tres misiones de historia. El personaje principal es un personaje que crea el jugador. El jugador puede crear cualquier nombre, género, raza, etc, etc, para su personaje principal.

### 1) The Liberator Quest
Los prisioneros son llevados a bordo desde un barco, donde, siguiendo a un guardia, se prueban con un arma llamada Gideon Coffin. De los muchos prisioneros, solo 3 de ellos lograron sobrevivir a su instalación y luego son promovidos como Centinelas. El Gideon Coffin sirve como arma principal y dispositivo de comunicación del Sentinel. En su primera batalla, luchan contra las fuerzas azules conocidas como Gallu, donde al enfrentarse a su primera gran fuerza, un ángel misterioso baja y abre su Gideon Coffin, lo que les permite luchar. Su objetivo principal es detener la plaga que está causando el Sol Azul (que es una deidad alienígena llamada Nergal). Jefes amenazantes como Zenon, Lord Bemus, Moira y Galenos con su dragón gigante Antares se interponen en el camino. Al final de la búsqueda de Liberator, el jugador creó el personaje principal y otro personaje llamado Arwia derrotó a Nergal.

### 2) The Resurgence (Returning Champion) Quest
Agregado al juego el 22 de marzo de 2022, la historia se centró en la guerra civil Sentinel, enfocándose en tres facciones que luchan por ganar la guerra civil: Sophia's Sentinels (el jugador creó el personaje principal con Sylvie y Sophia y también Eleon of the Goat Knights and Lycus), The Creatures de Gallagher (con Gallagher, Elpis, Zogh, Lawi-Ghor y varios dragones) y Molzamites de Urom-Baggel (con Urom-Baggel, Ogo-Tallwa y algunos Molzamites sin nombre). Termina con la mayoría de The Creatures y Molzamites siendo asesinados por el personaje principal mientras Urom-Baggel y Gallagher escapan.

### 3) The Tale of Two Ziggurats (Another Ziggurat) Quest
Agregado al juego el 31 de mayo de 2022, parte de la actualización de la segunda temporada conocida como Light of Auru. Si bien no pretende ser la búsqueda final, este tercer modo de historia sirve como conclusión de la historia. Los destinos finales de varios personajes se revelan cuando Gallagher asesina a Eleon, el personaje principal asesina a Gallagher por venganza y Urom-Baggel es derrotado permanentemente. Si bien la trama se centra en la nueva facción de Kuftaali que busca la ayuda del personaje principal creado por el jugador para detener la nueva plaga, el final de la misión muestra a un personaje de Kuftaali llamado Shamilka que se revela como el verdadero jefe final del juego conocido como Ereshkigal. (que es de la misma raza de deidad alienígena que Nergal). El juego termina con el personaje principal asesinando a Ereshkigal, lo que termina permanentemente con la plaga.

## Personajes importantes

### Sophia
Sophia es la comandante de la fuerza Sentinel (y también es la hija del emperador) que ordenó que el jugador creara al personaje principal y algunos otros fueran arrestados y reclutados en la fuerza Sentinel en contra de sus deseos. A ella le disgusta mucho su padre (el emperador) ya que él fue quien ordenó a Urom-Baggel que la espiara. Durante la tercera y última misión del juego, se revela que Shamilka (que luego se revela como el jefe final conocido como Ereshkigal) solía venir al castillo del emperador a jugar con Sophia cuando era una niña. Más tarde, cuando habla con Gallagher durante la tercera y última misión, Sophia finalmente se arrepiente de lo que ha hecho y decide no volver a reclutar a nadie más y planea disolver la fuerza Sentinel y enviar a todos a casa después de que todo haya terminado.

### Sylvie
Reclutada para la fuerza Sentinel en contra de sus deseos, es la compañera principal de Sentinel para el personaje principal creado por el jugador. Cuando no está de aventuras con el personaje principal creado por el jugador, se la puede encontrar en el pub de la sede de Sentinel. Tiene un hermano menor al que le gustaría poder volver a ver. Al final de la tercera y última misión del juego, después de que la historia haya concluido y Sophia finalmente disuelva la fuerza Sentinel, Sylvie espera practicar para convertirse en una experta cuando se trata de disparar pistolas.

### Gallagher
Arrestado y reclutado por la fuerza Sentinel durante el comienzo de la primera misión, él y Sophia tienen una gran cantidad de negatividad entre sí, lo que resulta en que Sophia electrocuta a Gallagher. Después de la pelea con el primer jefe conocido como Zenon, Gallagher se vuelve loco y se ausenta sin permiso, escapando de la fuerza Sentinel en la que ha sido reclutado cuando Sophia comienza a dispararle a Gallagher con su arma y falla mientras él se ríe como un maníaco y huye. Gallagher regresa durante la segunda misión con su propio grupo conocido como The Creatures (centinelas rebeldes llamados Elpis, Lawi-Ghor y Zogh, acompañados de dragones) que comienzan una guerra civil de Sentinel con el personaje principal creado por el jugador y otros. Durante la tercera misión, después de que su grupo haya sido asesinado, regresa y se convierte en un Dragón humanoide y asesina a Eleon. Después de que el personaje principal creado por el jugador derrota a Gallagher, se transforma de nuevo en humano, se disculpa por el mal que ha hecho y muere.

### Eleon
El líder de los Caballeros Cabra, una vez estuvo bajo el mando de Galenos (que ahora es un malvado Comandante Gallu de Nergal). Una vez estuvo enamorado de una mujer llamada Moira (que se ha transformado en una gran entidad parecida a una araña Gallu). Él juega un papel importante en la derrota de Moira y otros personajes enemigos con el personaje principal a lo largo de las tres misiones. Después de que Moira es derrotada, Eleon sostiene a su ex amante Moira en sus brazos mientras ella vuelve a convertirse en humana y muere. El destino final de Eleon es morir a manos de Gallagher durante la tercera misión. Mientras Eleon lucha valientemente y golpea a Gallagher con un fuerte ataque, Gallagher lo asesina tristemente durante la batalla entre ellos.

### Lycus
Un adolescente que ha sido infectado por la plaga causada por el Sol Azul. Se desempeña como escudero de Sophia y generalmente está bajo la supervisión de Sylvie y el personaje principal. Su padre es Galenos, quien se ha transformado en un malvado Comandante Gallu. Durante la tercera y última búsqueda, conoce a una adolescente llamada Aujulah (una chica de Kuftaali que está muy enamorada de él). Después de la tercera búsqueda, cuando finaliza la búsqueda final de la historia, planea ir con Aujulah a la ciudad de Waseto, en Kuftaali.

### Urom-Baggel
Apareciendo durante la segunda y tercera misión, es el líder de los molzamitas (que consisten en una mujer llamada Ogo-Tallwa y otros molzamitas sin nombre), quienes han sido sacados de prisión y reclutados por Sophia para la fuerza Sentinel. Se sabe que los molzamitas habitan en cuevas formadas por lava y se alimentan de las almas de los enemigos caídos. El emperador le ha dicho en secreto que espíe a Sofía. En algún momento traiciona a Sophia y los molzamitas se convierten en la tercera facción en la guerra civil a tres bandas durante la segunda misión. Es permanentemente derrotado durante la tercera misión por el personaje principal al comienzo de la tercera misión de la historia y finalmente cuando el jugador lo encuentra escondido en un área congelada en una de las escaramuzas de la misión secundaria.

### Arwia
Ella es la entidad espiritual que tiene una fuerte conexión con el personaje principal creado por el jugador. Casi al final de la primera misión, cuando el personaje principal llega a un área de ensueño, Arwia está allí y dice que desea que el personaje principal creado por el jugador se quede con ella para siempre, pero debe regresar y derrotar a Nergal. Cuando el personaje principal derrota a Nergal, Arwia sale volando mágicamente y le da el golpe mortal final a Nergal. Arwia regresa al final de la tercera y última misión para informar al personaje principal creado por el jugador que está en grave peligro. Arwia hace saber varias veces que se preocupa profundamente por el personaje principal. Arwia es muy similar a los espíritus que el jugador puede equipar a su personaje principal en forma de "voces de ataúd de Gideon", como el espíritu conocido como "Davchina la Orgullosa" (que es una persona mimada pero de buen corazón que vivió en la antigüedad). Babilonia y era la hija secreta del antiguo emperador de Babilonia).

### Los Gallu, las deidades alienígenas y otros enemigos
Las dos deidades alienígenas conocidas como Nergal y Ereshkigal sirven como las deidades alienígenas antagonistas de Babylon's Fall. Su objetivo principal es destruir a los humanos con una plaga. Los Gallu son malvados soldados de infantería monstruosos, algunos de los cuales solían ser humanos. Galenos, que una vez fue humano y una vez fue el comandante de Eleon y el padre de Lycus, se transforma en un comandante de Gallu que monta un gran dragón llamado Antares. Galenos, Antares, Nergal, Ereshkigal y la mayoría de los Gallu son asesinados por el personaje principal durante el transcurso del juego.
Zenon fue el primer centinela de la fuerza centinela de Sophia y previamente había salvado al emperador (el padre de Sophia) de ser envenenado. Sin embargo, Zenon finalmente se vuelve loco y se convierte en un Señor Gallu. Zenon, que se estima que mide entre 30 y 40 pies de altura, finalmente es asesinado por el personaje principal. Finalmente, un Centinela rojo convertido en Gallu Lord llamado Lord Bemus vive en Thieves Cloister, el segundo nivel del primer Ziggurat donde el imperio ha desterrado a las personas que desprecian. Mujeres, hombres y niños viven en Thieves Cloister. Después de que Bemus asesina a varios civiles, el personaje principal lo asesina.

### Oficiales imperiales y civiles que viven en la sede de Sentinel
Ishum es el segundo al mando de Sophia. Finalmente se revela que es el padre de Arwia y se revela que es de "arriba". Él está a cargo de la tienda de artesanía y fabricará cualquier arma, armadura y cualquier otra cosa que el jugador quiera crear.
Pygmalion y Galatea son los dueños de las tiendas que venden artículos al jugador. Maminea es la propietaria del pub Dancing Dolphin donde trabaja Lycus y Sylvie pasa el rato. Un bardo llamado Leto "cantaba" una "canción" de una línea al jugador cada vez que se completaba un objetivo principal. Shwamina se sienta en el pub tocando música todo el día. Ralimia sigue pidiéndole al personaje principal que le traiga comida extraña. Muchos otros guardias imperiales y civiles pueblan el cuartel general/ciudad.
Al final del juego, una mujer soldado imperial llamada Galemia que se para frente a la tienda de artesanía de Ishum, dice que el personaje principal se ve más pálido de lo normal y parece que se está desviando hacia una vida anterior que vivió hace siglos. Está fuertemente implícito que el personaje principal tuvo una vida pasada hace siglos, posiblemente durante la época de la antigua Babilonia. Mientras tanto, Desran (un hombre que se sienta en el suelo del pub Dancing Dolphin) está convencido de que el personaje principal creado por el jugador es realmente un semidiós.
Finalmente, uno de los soldados imperiales enmascarados llamado Balagora le explica al personaje principal que hace siglos, durante la antigua Babilonia, había un malvado emperador de Babilonia que tenía su propia fuerza Centinela. Después de que los Sentinels cumplieron sus órdenes, comenzó a enviarlos a misiones altamente peligrosas en un esfuerzo por que murieran en la batalla.
Una vez que los Centinelas de la antigua Babilonia se dieron cuenta de lo que hacía el emperador, se enfrentaron a él y a otros y lucharon contra ellos (uno de los Centinelas derribó todas las puertas del Zigurat para llegar hasta el emperador en el jardín del Panteón), lo que provocó la caída de la Babilonia original de hace siglos.

## Eventos especiales
Se produjo un evento cruzado de Babylon's Fall y Nier Automata en el juego Babylon's Fall del 29 de marzo de 2022 al 26 de abril de 2022. El conejo del parque de atracciones de Nier Automata es el jefe principal de este evento cruzado. Otros eventos especiales ocurrieron durante el curso de Babylon's Fall, como el evento "The Festival of the Sun" que tuvo lugar del 19 de julio de 2022 al 16 de agosto de 2022. Sirviendo como una breve historia de epílogo que tuvo lugar después de la derrota de Ereshkigal, el "Festival of the Sun" es una gran celebración que se está lanzando. Presenta a una joven Centinela llamada Gaselne, que está de visita desde la "Unidad Centinela 2" y al altamente corrupto Gobernador Magrabus (designado en su puesto por el Emperador) que está ayudando en secreto a los Igigi (troles locales como enemigos) para sabotear a los Centinelas de Sophia. El festival termina con los Centinelas arrestando al gobernador corrupto designado por el emperador y con algunos de los personajes (Sylvie, Sophia, el personaje principal creado por el jugador, etc.) disfrutando de un último momento bajo el sol cerca del agua con Sylvie proclamando que todos deberían disfrutar del verano con un poco de diversión bajo el sol.
El 24/2/2023, Square Enix hizo su último anuncio de recordatorio a los jugadores de Babylon's Fall de que Babylon's Fall cerraría permanentemente el 27 de febrero de 2023 a las 11:00 p. m., hora del Pacífico (28 de febrero de 2023 a las 2:00 a. m., hora del Este). Durante unos meses, a partir del 29 de noviembre de 2022 (el comienzo de la tercera y última temporada de Babylon's Fall) antes del último día hubo una serie de múltiples eventos competitivos especiales de la "Temporada 3", como Finale Boss Duelos (una competencia de carreras de jefes donde los ganadores ganarían una voz de espíritu de ataúd "Davchina the Proud" gratis que permitía a Davchina hablar personalmente con los jugadores), las clasificaciones de Ereshkigal (los jugadores competirían por puntos para ver quién sería el mejor clasificado jugadores contra el jefe final en la dificultad más difícil), y otros eventos competitivos.

## Desarrollo
Babylon's Fall fue desarrollado por PlatinumGames. Según el productor Junichi Ehara, el equipo quería ampliar el sistema de combate de Nier: Automata y experimentar con el modo multijugador con Babylon's Fall. El estilo de arte visual de pinceladas del juego se inspiró en las pinturas al óleo europeas clásicas, y los gráficos se crearon con una textura similar a la de un lienzo. El juego también tomó prestados activos de Final Fantasy XIV, un videojuego multijugador masivo en línea creado por el editor Square Enix. El protagonista de la historia fue comparado con un gladiador romano por el guionista Kenichi Iwao La primera versión beta cerrada se llevó a cabo en julio de 2021 en Japón y en agosto de 2021 en Europa y América del Norte. La versión beta recibió una recepción tibia y los jugadores se quejaron del estilo visual ilegible del juego. El equipo de desarrollo evaluó los comentarios de los jugadores y ajustó los gráficos del juego para asegurarse de que estuvieran menos borrosos y pixelados.
La producción del juego comenzó en 2017, en la época del lanzamiento de Nier: Automata. El juego se reveló en el E3 2018 durante la conferencia de prensa de Square Enix. Se mostró nuevamente en el E3 2021, ahora etiquetado como "juego como servicio". Esto significa que el juego contará con actualizaciones gratuitas, nuevos modos de juego y contenido en el momento del lanzamiento. PlatinumGames abrió un nuevo estudio en Tokio en 2020 para ayudar al estudio a crear juegos de servicio en vivo. Los desarrolladores han declarado que el juego siempre se concibió como un título de servicio en vivo multijugador, y expresaron su pesar porque algunos jugadores tenían la falsa impresión de que era un juego para un solo jugador debido a que las imágenes anteriores solo mostraban combate en solitario. Uno de los directores del juego, Takahisa Sugiyama, afirmó que el desafío de crear un juego como servicio en vivo en línea era "mucho más difícil de lo que pensábamos". Esto, junto con el impacto de la pandemia de COVID-19 y el lanzamiento de nuevo hardware, se citan como razones del prolongado retraso del juego.
El juego se lanzó el 3 de marzo de 2022 para Microsoft Windows, PlayStation 4 y PlayStation 5, con soporte de juego multiplataforma. Los jugadores que compraron la versión Digital Deluxe del juego pudieron acceder al juego el 28 de febrero de 2022. En septiembre de 2022, PlatinumGames y Square Enix anunciaron que los servidores del juego se cerrarán el 28 de febrero de 2023.

## Recepción
Babylon's Fall recibió críticas "generalmente desfavorables" según el agregador de reseñas Metacritic. Metacritic incluyó a Babylon's Fall como el tercer peor juego de 2022.
A Destructoid le gustó el combate, elogió los "combos de ataúd" y las esquivas "difíciles", pero sintió que la estructura real del juego era aburrida; "la mayoría de los desafíos son los mismos pasillos, remezclados y los mismos enemigos, ligeramente modificados". A Rock, Paper, Shotgun no le gustó la progresión del juego y escribió que era innecesariamente confuso; "Atraviesas corredores y te adentras en arenas cada vez más difíciles... Ocasionalmente, hay orbes amarillos para recolectar en tu camino, aunque no me han dicho qué hacen. Supera una arena y el juego te otorgará un rango, como Piedra o Bronce o Platino Puro, que también te da... ¿nada?".
En Steam, el juego tiene un máximo histórico de 1166 jugadores simultáneos, que cayó a solo un jugador en mayo de 2022. En Japón, la versión física de PlayStation 4 de Babylon's Fall vendió 2885 copias en su primera semana de lanzamiento, convirtiéndolo en el vigésimo cuarto juego minorista más vendido de la semana en el país. La versión de PlayStation 5 vendió 2224 copias en el país durante la misma semana, lo que lo convierte en el vigésimo séptimo juego minorista de Japón más vendido durante toda la semana.